# Torneo Godó 2004
Il Torneo Godó 2004 è stato un torneo di tennis giocato sulla terra rossa..
È stata la 52ª edizione del Torneo Godó,
che fa parte della categoria International Series Gold nell'ambito dell'ATP Tour 2004.
Si è giocato al Real Club de Tenis Barcelona di Barcellona in Spagna, dal 19 al 24 aprile 2004.

## Campioni

### Singolare
Tommy Robredo ha battuto in finale  Gastón Gaudio con il punteggio di 6–3, 4–6, 6–2, 3–6, 6–3

### Doppio
Mark Knowles /  Daniel Nestor hanno battuto in finale  Mariano Hood /  Sebastián Prieto con il punteggio di 4–6, 6–3, 6–4